# Yara-ma-yha-who
In de Aboriginalcultuur is de yara-ma-yha-who een kleine rode man van ongeveer 120 centimeter lang, met een groot hoofd en een grote tandloze mond, waardoor hij voedsel in zijn totaliteit kan verorberen. Zijn vingertoppen zien eruit als de zuignappen van een octopus. 
Deze wezens leefden in de toppen van bomen en vielen nietsvermoedende voorbijgangers aan die een schuilplaats zochten onder de boom. De aanval bestond uit het uitzuigen van het bloed door middel van hun handen en voeten. De schuilende voorbijgangers stierven zelden direct aan deze verwondingen en bleven zwak achter, waardoor de yara-ma-yha-who het op een later tijdstip af kon maken.
Tegen kinderen werd altijd gezegd dat ze bij het tegenkomen van dit monster geen verzet moesten bieden, omdat ze zelden zo verwond zouden raken dat ontsnapping onmogelijk zou zijn. Het sparen van de krachten was voor een kind dus de beste overlevingskans, zodat ze na de eerste aanval nog kracht genoeg hadden om te vluchten.
Als een persoon meerdere keren door dit monster aangevallen zou worden, zou deze persoon korter worden in zijn lengte, haar over zijn hele lichaam krijgen en uiteindelijk zelf veranderen in een yara-ma-yha-who.